# Max Westhäuser
Max Bernhard Westhäuser (* 9. Dezember 1885 in Hildburghausen; † 15. März 1958 in Bielefeld) war ein expressionistischer deutscher Maler und Grafiker.

## Leben
Westhäuser absolvierte zunächst von 1900 bis 1904 eine Lehre als Maler und Glasmaler in Bielefeld. Von 1909 bis 1907 war er ein Schüler von Ludwig Godewols, erst in der Malerfachschule und anschließend an der 1907 eröffneten Handwerker- und Kunstgewerbeschule Bielefeld, wo er die Maler- und Lithografenklasse besuchte. 
Danach arbeitete Westhäuser in Bielefeld als freischaffender Maler und Grafiker. Zusammen mit Peter August Böckstiegel, Erich Lossie, Heinz Lewerenz, Ernst Sagewka und Victor Tuxhorn bildete er bis 1933 die 1909 gegründete westfälische Künstlergruppe Rote Erde, die sich ganz der modernen Kunst verpflichtet sah.
1912 ging Westhäuser an die Kunstakademie in Breslau und führte mit einem Studienfreund einen Malerbetrieb. Nach der Teilnahme am Ersten Weltkrieg kehrte er endgültig nach Bielefeld zurück. Seine Erlebnisse als Soldat verarbeitete er in einigen Bildern. Er nahm wieder an Ausstellungen der Roten Erde teil und übernahm deren Vorsitz. Er war auch im Vorstand der Vereinigung Westfälischer Künstler und Kunstfreunde, deren Ausstellungen er bis in die 1930er Jahre beschickte. 1924 fand seine erste Einzelausstellung im Städtischen Kunsthaus Bielefeld statt. 1930 trat er dem kurzlebigen Freundeskreis des Bielefelder Kunsthauses bei.
1937 wurden in der Nazi-Aktion „Entartete Kunst“ aus öffentlichen Sammlungen nachweislich vier seiner Druckgrafiken beschlagnahmt und zerstört. Er konnte aber Mitglied der Reichskammer der bildenden Künste bleiben, an Ausstellungen teilnehmen und eine Reihe von Auftragsarbeiten erfüllen. 1944 wurde er erneut zum Militärdienst eingezogen. Ein großer Teil seines Frühwerks ging in dieser Zeit durch Bombeneinschlag in seinem Atelier verloren. Nach Kriegsende war Westhäuser weiterhin als Künstler in Bielefeld aktiv.
Westhäuser war seit 1925 mit Luise, der Schwester Tuxhorns, verheiratet. 1943 heiratete er seine zweite Ehefrau Frieda.

## Werk
Westhäusers frühes Werk besteht vor allem aus Porträtgrafiken. Nur wenige Gemälde sind aus der Anfangszeit bekannt, darunter überwiegend Landschaften. Um 1919–1921 folgten großformatige Holzschnitte wie Sabbat der Hexen oder Der Volksredner, außerdem Gebrauchsgrafik und Entwürfe für Wandmalereien. In den Jahren darauf wandelte sich sein Stil vom Expressionismus zu einer realistischeren Formensprache. Er schuf nun Zeichnungen und Aquarelle mit zarter Farbigkeit, außerdem Radierungen und Holzschnitte mit Tierdarstellungen, die er mit Wasserfarben oder Gouache kolorierte. Ab den späten 1920er Jahren schuf er nur noch Aquarelle, vor allem mit Landschaften. Als Anhänger von Rudolf Steiner griff er seit Mitte der 1930er Jahre in seinen Werken häufig auch anthroposophische Themen auf.
Bilder Westhäusers befinden sich u. a. in der Kunsthalle Bielefeld und im Museum Schloss Moyland.

## Werke

### 1937 als „entartet“ aus öffentlichen Sammlungen beschlagnahmte und vernichtete Druckgrafiken
- Sabbat der Hexen (Städtisches Kunsthaus Bielefeld)
- Tanz ums Gold (Städtisches Kunsthaus Bielefeld)
- Bauer (Städtisches Kunsthaus Bielefeld)
- Der Volksredner (Holzschnitt, 42,5 × 40 cm, 1919; Städtische Kunstsammlung Gelsenkirchen)[3]

### Weitere Werke
- Papagei (Farbholzschnitt, 23,9 × 16 cm, um 1930)[4]

## Ausstellungen (unvollständig)

### Postume Einzelausstellung
- 2015: Werther, Böckstiegel-Haus

### Beteiligung an Ausstellungen in der NS-Zeit
- 1937, 1938 und 1940: Dortmund, Haus der Kunst („Große Westfälische Kunstausstellung“)
- 1941: Bielefeld (Kunstausstellung des Hilfswerks für die deutsche bildende Kunst in der NS-Volkswohlfahrt)